# Ansmark
Ansmark är en småort i Umeå kommun i Västerbottens län.

## Historia
Förledet i byns namn är det förkristna mansnamnet Anund. Liksom andra mark-byar med sådana förled anses den ha uppkommit som nybygge under medeltiden.
I området runt Ansmark och Stöcke har man hittat cirka 60 kolbottnar som uppskattas vara äldre än 1860-talet. Nästan alla ligger vid eller nära vägar som har kontakt med gamla kustlandsvägen. Den troligaste destinationen för kolet bör ha varit Hörnefors bruk.

## Samhället
I Ansmark finns det en bygdegård.